# Maquinchao
Maquinchao es la localidad cabecera del departamento Veinticinco de Mayo, en la provincia de Río Negro, Argentina.

## Toponimia
"Maquinchao" es una voz que proviene de la idioma gününa këna del Pueblo Günün a küna (coloquialmente llamados Pampas Hets o Tehuelches septentrionales) diciendo la primera parte magün =makün "invierno", yamakünchü "invernar" y wü "lugar donde se"; el todo dice makünchawü "invernada".
A partir de la preeminencia cultural araucana en la zona, el topónimo recibió interpretaciones basadas en el mapudungun (por ejemplo machi=chamán, chao= padre de familia). La creación de una estación de ferrocarril en el lugar rescató el nombre para el pueblo.   De no ser así el topónimo original apenas se hubiera mantenido para un lugar ubicado unos 5 km (una legua) al oeste de la población. El sitio fue visitado por los exploradores del siglo XIX, Claraz (quien lo denominó al transcribirlo con una grafía alemana como "Mackintschau"), Musters, quien lo anotó como Margensho, y el Perito Moreno, entre otros.

## Historia
Maquinchao tiene una historia de habitación humana de varios miles de años. La ocupación del lugar por grupos cazadores-recolectores desde por lo menos 2.000 años, lo testimonian los hallazgos arqueológicos de la zona, flechas talladas en piedra, bolas arrojadizas, collares,  pedreros, pinturas rupestres
El lugar era conocido de antiguo por las tribus nómades, que se desplazaban siguiendo los animales que cazaban: allí se encontraban manadas de guanacos constituidas por miles de ejemplares.
Hacia el siglo XVII, cuando la asimilación del caballo hizo posible la ampliación de los desplazamientos, Maquinchao fue un lugar de cruce de varios caminos utilizados por los indígenas: uno que venía desde Chichinales, en el Río Negro, otro desde lo que hoy es Paso Córdoba, y seguían vía Quetrequile  y El Caín hacia el Chubut, y el que unía Valcheta al este con el río Limay al oeste.
En la segunda mitad del siglo XIX viajeros y exploradores europeos y argentinos hacen su aparición en lo que era un territorio indígena libre, y comienzan a registrar los movimientos del paradero: Jorge Claraz, que viaja por la zona en 1865 anota: “Los pampas dicen que sus campos empiezan cerca del mar en el Chupat (Chubut), y siguiendo luego a lo largo del río (...) llegan hasta Mackintschau (Maquinchao) o la Cordillera”  Señala también que en Maquinchao está la tribu de Chagallo.
Las tribus indígenas permanecían por períodos más o menos largos en Maquinchao, según señala Musters, y luego el Perito Moreno, quien indica que “En las tierras de Mackinchau (Maquinchao), en el centro, los indios viven durante todo el año en los mismos parajes.”. Moreno indica que los caciques Inacayal y su medio hermano Foyel viven en Maquinchao. Lewis Jones, el fundador de la colonia galesa del Chubut, llegó hasta el valle y vio cerca de 2000 indígenas, con incontables tropillas.
Por la dinámica de los agrupamientos indígenas en la zona es difícil trazar límites étnicos estrictos entre los grupos que habitaban Maquinchao: tehuelches, gununakena, pampas, huilliches. Estas son denominaciones a menudo puestas desde afuera; en la práctica, y esa es la observación de los viajeros, se movían en grupos mixtos. Ya en el mapa de Tomás Falkner de 1772 la zona cae bajo el apelativo general de “Araucanía”, y “Tehuelhet”. Los principales caciques de la segunda mitad del siglo XIX, son de sangre mezclada: Sayhueque, hijo de araucano y tehuelche; Foyel, de araucano y mujer pampa; Inacayal, su hermano, de araucano y madre gününa kena.

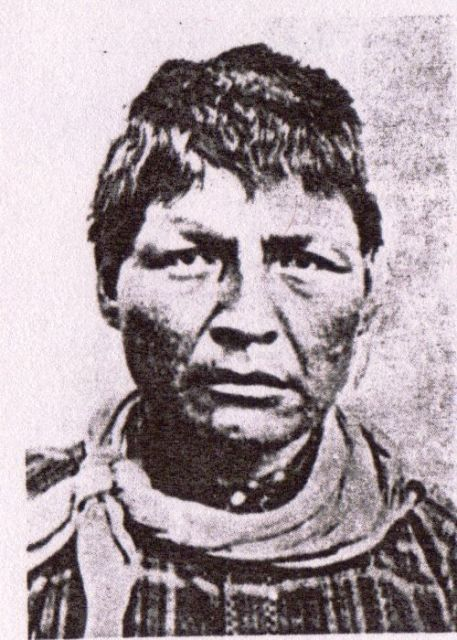
Cacique Chagallo

Maquinchao caía bajo la autoridad de Sayhueque.  Allí lo fueron a buscar en 1881 y 1883 las tropas del General Villegas  y el Coronel De Roa, durante la Campaña del Desierto. Tras la Campaña, la familia de José María Cual, gününa kena  nacido en 1870,  tenía campos de invernada en Maquinchao. En el Censo Nacional de 1895, para el distrito Maquinchegua del departamento 25 de Mayo, se señala que “un grupo vivía en toldos (...) se dedicaba a la cacería nómade”.
A partir de la última década del siglo XIX y la primera del XX se producen importantes cambios en toda la Línea Sur de Río Negro: reordenamiento jurídico-territorial, paso de las mejores tierras a manos de la ASLCo., y llegada de inmigrantes, que cambian radicalmente el panorama étnico de la zona. Las familias indígenas que han quedado en la zona, se mezclan con las llegan –o vuelven– de Chile, y aunque han perdido mucho de su lengua y cultura siguen siendo la mayoría de la población.
Después de ser habitado durante siglos por tribus trashumantes, las tierras fueron otorgadas por el gobierno a la inglesa Argentine Southern Land Company (ASLCo) que desarrolló una estancia (1890) que alcanzó renombre mundial por la calidad de su lana merino.
Cuando los trabajos del Ferrocarril al Nahuel Huapi llegan a la tranquera de la Estancia (1912), se decide la creación de una estación, en torno a la cual se agrupan pobladores dispersos en la zona, los que sumados a empleados del ferrocarril durante su etapa de Punta Rieles (1913-1916) y pequeños comercios que los sirven, dan lugar al pueblo, reconocido como tal en 1927.

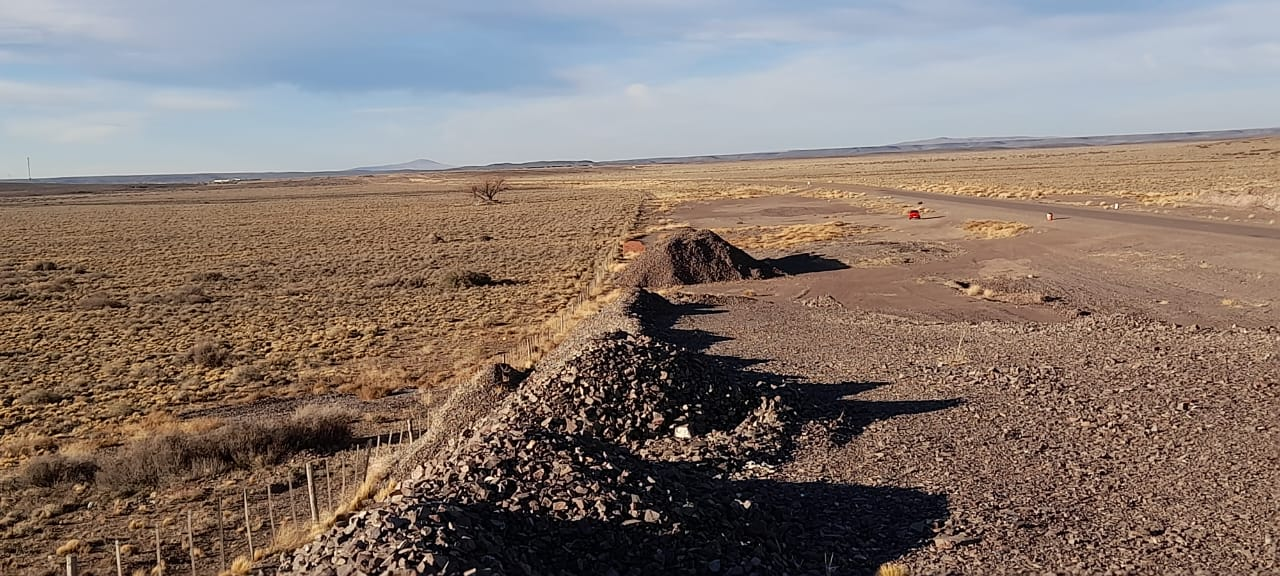
Estepa de Maquinchao

## Economía
La ciudad fue durante algunos años el principal centro comercial de la escasamente poblada Línea Sur de la provincia de Río Negro. Actualmente la producción lanera (principal actividad económica de la zona) se encuentra en un nuevo auge, después de que en la década de 1990 el sector se hallara en una profunda crisis. En 2004 Maquinchao fue declarada Capital Provincial de la Lana (ley 3855/RN), y comenzó a celebrarse la Fiesta Provincial de la Lana, que incluye un festival folclórico y el Campeonato Nacional de Esquila.
Una actividad que amenaza con transformar la región es la extracción de oro.  Como resultado de permisos de exploración otorgados por el gobierno se hallaron indicios importantes de su existencia, incluso en el subsuelo del pueblo mismo. Sin embargo, la perspectiva de la utilización intensiva del agua (un bien escaso) y técnicas contaminantes para la extracción del mismo generaron una fuerte oposición de la población.  Otra actividad menos invasiva, el turismo rural presenta perspectivas de desarrollo, por la presencia de estancias, pinturas rupestres, lagunas y otros atractivos.
La principal vía de comunicación actual es la Ruta Nacional 23, cuyos trabajos después de sufrir algunas demoras, están licitados. La ruta significaría un renovado impulso para la localidad, aunque alterará definitivamente su encanto como pueblo aislado.
Maquinchao cuenta también con una estación ferroviaria del Tren Patagónico.

## Población
Los resultados definitivos del censo 2010 arrojaron que el municipio posee 2494 habitantes (1.229 varones y 1.265 mujeres).Este dato incluye población rural dispersa. La tasa de crecimiento demográfico con respecto al censo 2001 fue del 14,45%. 
El censo 2022 arrojó 1.122 viviendas con una población estable de 2.834 habitantes.
| Gráfica de evolución demográfica de Maquinchao entre 1991 y 2022 |
|                                                                  |
| Fuente: censos nacionales del INDEC                              |

## Clima
De acuerdo con la clasificación climática de Köppen, Maquinchao tiene un clima semiárido frío (BSk), con cierta influencia continental debido a su localización en el interior de la estepa de la Patagonia.
Maquinchao cuenta con precipitaciones de alrededor de 200mm anuales, cayendo gran parte en los meses de invierno en forma de nieve, e importantes amplitudes térmicas anuales.
Los veranos son muy secos y cálidos, siendo enero el mes más caliente con un promedio de 18 °C (con un promedio de temperaturas máximas de 26,2 °C y 8,5 °C de mínima). Los inviernos, en cambio, son muy fríos y rigurosos, siendo julio el mes más frío con una media de alrededor de 0 °C (con un promedio de temperaturas máximas de 6 °C y -5 °C de mínima).
El valor máximo registrado de temperatura se dio el 8 de enero de 2023, cuando se alcanzaron los 39,0 °C; mientras que el récord de temperatura mínima absoluta se dio el 14 de julio de 1991, cuando se alcanzó los -35.3 °C, esta última de carácter controvertido.
| Parámetros climáticos promedio de Maquinchao (1941–1990, extremos 1941-2024)           | Parámetros climáticos promedio de Maquinchao (1941–1990, extremos 1941-2024) | Parámetros climáticos promedio de Maquinchao (1941–1990, extremos 1941-2024) | Parámetros climáticos promedio de Maquinchao (1941–1990, extremos 1941-2024) | Parámetros climáticos promedio de Maquinchao (1941–1990, extremos 1941-2024) | Parámetros climáticos promedio de Maquinchao (1941–1990, extremos 1941-2024) | Parámetros climáticos promedio de Maquinchao (1941–1990, extremos 1941-2024) | Parámetros climáticos promedio de Maquinchao (1941–1990, extremos 1941-2024) | Parámetros climáticos promedio de Maquinchao (1941–1990, extremos 1941-2024) | Parámetros climáticos promedio de Maquinchao (1941–1990, extremos 1941-2024) | Parámetros climáticos promedio de Maquinchao (1941–1990, extremos 1941-2024) | Parámetros climáticos promedio de Maquinchao (1941–1990, extremos 1941-2024) | Parámetros climáticos promedio de Maquinchao (1941–1990, extremos 1941-2024) | Parámetros climáticos promedio de Maquinchao (1941–1990, extremos 1941-2024) |
| Mes                                                                                    | Ene.                                                                         | Feb.                                                                         | Mar.                                                                         | Abr.                                                                         | May.                                                                         | Jun.                                                                         | Jul.                                                                         | Ago.                                                                         | Sep.                                                                         | Oct.                                                                         | Nov.                                                                         | Dic.                                                                         | Anual                                                                        |
| -------------------------------------------------------------------------------------- | ---------------------------------------------------------------------------- | ---------------------------------------------------------------------------- | ---------------------------------------------------------------------------- | ---------------------------------------------------------------------------- | ---------------------------------------------------------------------------- | ---------------------------------------------------------------------------- | ---------------------------------------------------------------------------- | ---------------------------------------------------------------------------- | ---------------------------------------------------------------------------- | ---------------------------------------------------------------------------- | ---------------------------------------------------------------------------- | ---------------------------------------------------------------------------- | ---------------------------------------------------------------------------- |
| Temp. máx. abs. (°C)                                                                   | 39.0                                                                         | 36.0                                                                         | 35.0                                                                         | 30.0                                                                         | 23.5                                                                         | 21.0                                                                         | 18.0                                                                         | 22.0                                                                         | 25.4                                                                         | 32.0                                                                         | 35.2                                                                         | 35.5                                                                         | 39.0                                                                         |
| Temp. máx. media (°C)                                                                  | 26.7                                                                         | 25.7                                                                         | 22.3                                                                         | 16.6                                                                         | 11.3                                                                         | 7.1                                                                          | 6.2                                                                          | 9.6                                                                          | 13.1                                                                         | 16.9                                                                         | 20.8                                                                         | 24.4                                                                         | 16.7                                                                         |
| Temp. media (°C)                                                                       | 18.6                                                                         | 17.5                                                                         | 14.2                                                                         | 8.9                                                                          | 4.8                                                                          | 1.8                                                                          | 0.6                                                                          | 2.8                                                                          | 5.7                                                                          | 9.6                                                                          | 13.3                                                                         | 16.6                                                                         | 9.5                                                                          |
| Temp. mín. media (°C)                                                                  | 9.6                                                                          | 9.1                                                                          | 6.5                                                                          | 2.4                                                                          | -0.6                                                                         | -2.8                                                                         | -4.4                                                                         | -2.8                                                                         | -1.0                                                                         | 2.3                                                                          | 5.5                                                                          | 7.9                                                                          | 2.6                                                                          |
| Temp. mín. abs. (°C)                                                                   | -2.5                                                                         | -3.7                                                                         | -6.5                                                                         | -11.3                                                                        | -17.5                                                                        | -25.6                                                                        | -35.3                                                                        | -19.1                                                                        | -14.5                                                                        | -10.2                                                                        | -6.5                                                                         | -5.9                                                                         | -35.3                                                                        |
| Precipitación total (mm)                                                               | 12.4                                                                         | 14.7                                                                         | 20.1                                                                         | 14.8                                                                         | 26.2                                                                         | 16.3                                                                         | 20.1                                                                         | 12.8                                                                         | 11.6                                                                         | 12.8                                                                         | 12.8                                                                         | 13.8                                                                         | 188.2                                                                        |
| Lluvias (mm)                                                                           | 12.4                                                                         | 14.7                                                                         | 20.1                                                                         | 14.5                                                                         | 25.2                                                                         | 15.3                                                                         | 17.1                                                                         | 10.8                                                                         | 10.6                                                                         | 12.1                                                                         | 12.8                                                                         | 13.8                                                                         | 179.4                                                                        |
| Nevadas (cm)                                                                           | 0.0                                                                          | 0.0                                                                          | 0.0                                                                          | 0.1                                                                          | 1.0                                                                          | 1.0                                                                          | 3.0                                                                          | 2.0                                                                          | 1.0                                                                          | 0.7                                                                          | 0.0                                                                          | 0.0                                                                          | 8.8                                                                          |
| Días de lluvias (≥ 1 mm)                                                               | 2.8                                                                          | 2.4                                                                          | 3.4                                                                          | 3.6                                                                          | 5.2                                                                          | 5.6                                                                          | 5.2                                                                          | 4.8                                                                          | 4.2                                                                          | 3.8                                                                          | 2.4                                                                          | 2.8                                                                          | 46.2                                                                         |
| Días de nevadas (≥ 1 mm)                                                               | 0.0                                                                          | 0.0                                                                          | 0.0                                                                          | 0.1                                                                          | 0.3                                                                          | 3.0                                                                          | 2.0                                                                          | 1.0                                                                          | 0.9                                                                          | 0.0                                                                          | 0.0                                                                          | 0.0                                                                          | 7.3                                                                          |
| Humedad relativa (%)                                                                   | 44.1                                                                         | 47.9                                                                         | 53.4                                                                         | 60.9                                                                         | 68.8                                                                         | 72.4                                                                         | 71                                                                           | 66.4                                                                         | 59                                                                           | 54.1                                                                         | 48.9                                                                         | 46.5                                                                         | 57.8                                                                         |
| Fuente n.º 1: Instituto Nacional de Tecnología Agropecuaria                            |                                                                              |                                                                              |                                                                              |                                                                              |                                                                              |                                                                              |                                                                              |                                                                              |                                                                              |                                                                              |                                                                              |                                                                              |                                                                              |
| Fuente n.º 2: Servicio Meteorológico Nacional (temperaturas medias, humedad 1991–2020) |                                                                              |                                                                              |                                                                              |                                                                              |                                                                              |                                                                              |                                                                              |                                                                              |                                                                              |                                                                              |                                                                              |                                                                              |                                                                              |

Humedad relativa promedio anual: 52%